# Andrzej Trzebiński
Andrzej Trzebiński (1922 - 1943) était un poète polonais, essayiste et dramaturge.
Pendant l'occupation allemande de la Pologne, Trzebiński a étudié à l'Université de Varsovie, alors clandestine. Il a également été rédacteur en chef du magazine culturel de droite Sztuka i Naród (en) (Art et Nation). Il a été arrêté par les nazis et exécuté à Varsovie le 12 novembre 1943.